# Io sì - Ai miei amici cantautori n.2
Io sì - Ai miei amici cantautori, pubblicato nel 1969, è il settimo album in studio della cantante italiana Ornella Vanoni.

## Descrizione
L'album segue il disco precedente dove Ornella interpreta con grande classe alcune canzoni da lei amate.
Il disco raggiunge il terzo posto in classifica vendite.
L'edizione in vinile presenta differenti copertine, modificate nel corso delle varie ristampe del disco. La prima edizione si presenta esternamente con una copertina nera dove, sul fronte, compaiono solo titolo e nome dell'interprete. Questa copertina si apre formando un poster sciolto, con all'interno una foto solarizzata e ricolorata della cantante, e contiene una seconda copertina, graficamente identica al fronte del poster chiuso, ma di colore arancione con i crediti sul retro e il disco all'interno. Successivamente verrà messa in commercio un'edizione che presenta sulla copertina/poster esterna la foto stampata anche all'interno. In questo caso la seconda copertina interna è solitamente di colore nero. Una terza ristampa presenta una semplice copertina a busta chiusa; sul fronte compare la medesima foto, ma con i colori leggermente differenti, e una nuova disposizione delle scritte: il titolo è in alto e di colore arancione.

## Tracce
1. Io sì' - 3:28 - (Luigi Tenco)
2. Se Dio ti dà - 2:19 - (Gino Paoli)
3. Innamorati a Milano - 3:09 - (Alberto Testa- Memo Remigi)
4. La Vie en rose - 3:14 - (Édith Piaf - Louiguy)
5. E la chiamano estate - 3:08 - (Franco Califano - Zanin - Bruno Martino)
6. Sauve moi - 2:36 - (Éric Charden - Bourgeois- Riviere)
7. Après l'amour - 2:52 - (Charles Aznavour)
8. Strada 'nfosa - 2:58 - (Domenico Modugno)
9. Il tuo amore - 3:16 - (Bruno Lauzi)
10. Colours - 1:39 - (Donovan Leitch)
11. Vedrai, vedrai - 3:31 - (Luigi Tenco)
12. Que reste-t-il de nos amours? - 2:07 - (Charles Trenet)

## Formazione

### Artista
- Ornella Vanoni - voce

### Arrangiamenti
- Pino Calvi